# Битва при Гуруслэу
Битва при Гуруслэу (венг. битва при Горосло, Goroszló) — сражение между войсками империи Габсбургов во главе с Джорджио Баста, запорожскими казаками и армией княжества Валахии во главе с Михаилом Храбрым с одной стороны и войсками Молдавского княжества и княжества Трансильвания во главе с Сигизмундом Батори с другой стороны, произошедшее 3 августа 1601 году возле города Гуруслэу, в ходе Тринадцатилетней войны в Венгрии.

## Предыстория

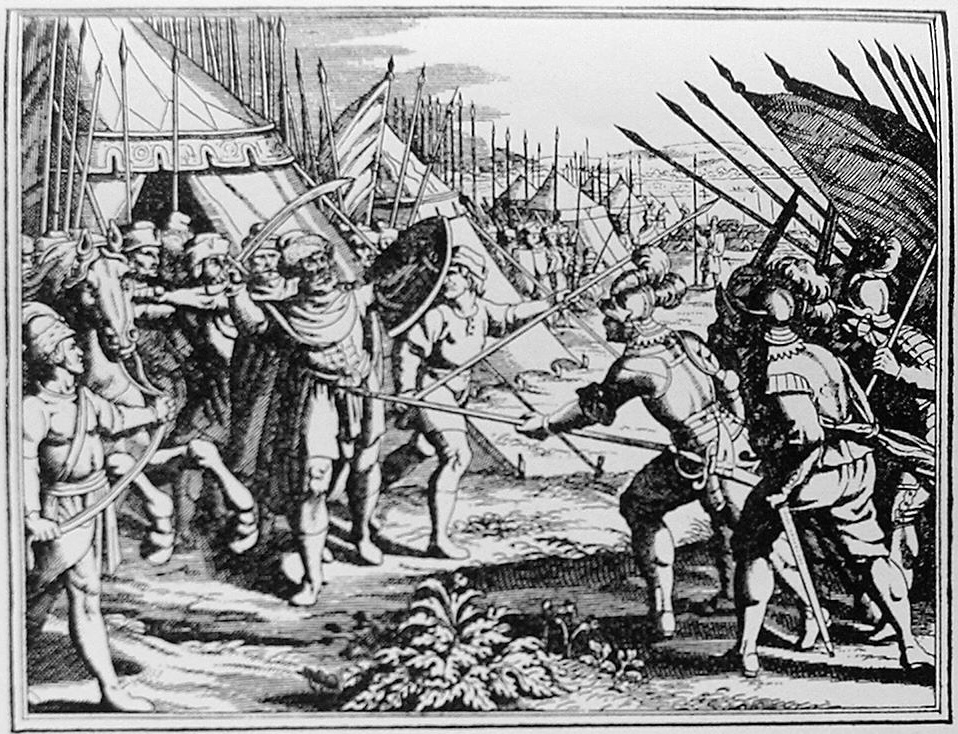
Смерть Михаила Храброго

Во время визита в Прагу с 23 февраля по 5 марта 1601 года Михаил Храбрый попросил помощи у императора Священной Римской империи Рудольфа II. Император откликнулся на просьбу Михаила и отправил в Трансильванию армию под предводительством генерала Джорджио Баста. В ответ на это Сигизмунд Батори стал вассалом Османской империи. Тем временем силы, преданные Михаилу в Валахии во главе с его сыном Пэтрашку, изгнали Симиона Могилу из Молдавии и были готовы вернуться в Трансильванию.

## Битва
Армии Михаила Храброго и Жигмонда Батори сошлись в долине реки Гуруслэу 3 августа 1601 года. Войска Михаила состояли из валахов и казаков, а также имперской армии под предводительством Джорджио Баста. Войска Жигмонда состояли из молдаван и трансильванцев. Битва продолжалась 10 часов, с 9 утра до 7 часов вечера, и закончилась победой Михаила Храброго.

## После битвы
9 августа Михай Храбрый убит в лагере Басты в результате «заговора бояр».